# 구성도서관
구성도서관은 경기도 용인시 기흥구 구성동 소재의 시립도서관이다.

## 연혁
- 2007.05.10. 개관.
- 2010.03.12. 열람실 좌석관리시스템 좌석연장제 운영
- 2011.03.22. 제2 열람실 탄력 운영 개시
- 2011.11. 열람실 24시까지로 운영 시간 연장

## 시설현황
- 3층: 제1열람실, 제2열람실
- 2층: 종합자료실, 디지털자료실
- 1층: 어린이 자료실, 사무실, 안내실
- 지하1층: 세미나실, 시청각실, 휴게실

## 이용 안내
- 휴관일
  - 정기휴관일
    - 매월 첫 번째, 세 번째 월요일 : 시설 전체 휴관
    - 명절(신정, 설연휴, 추석연휴) : 시설 전체 휴관
    - 법정공휴일 : 열람실만 개방(09:00~18:00) - 단, 일요일은 제외(일요일은 열람실 및 자료실 운영).

  - 임시휴관일: 도서관의 특별한 사정으로 인한 휴관
  - 주말에는 2층 제외 오전5시까지 이용가능